# Cita extraída (diseño gráfico)

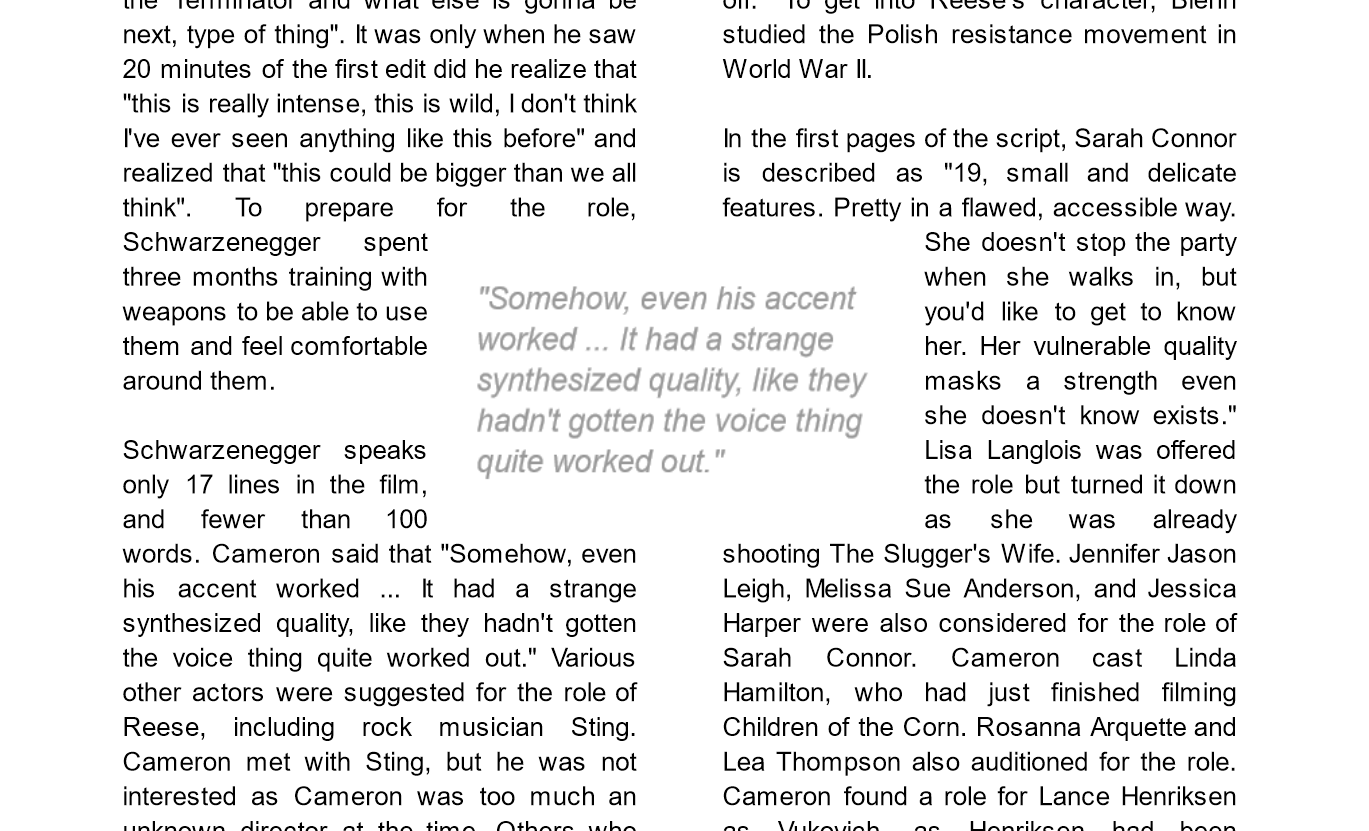
En este ejemplo, la cita destacada está centrada entre dos columnas. El texto ha sido «extraído» de la parte inferior de la primera columna.

En diseño gráfico, una cita extraída (también conocida como cita destacada o resaltada) es una frase, cita o extracto clave que se ha extraído de un artículo y se utiliza como elemento gráfico del diseño de la página para atraer a los lectores al artículo o destacar un tema clave. Suele colocarse en un tipo de letra más grande o distintivo y en la misma página. Las citas extraídas se utilizan a menudo en artículos de revistas y periódicos, informes anuales y folletos, así como en la web. Pueden agregar interés visual a páginas con mucho texto y pocas imágenes o ilustraciones. 
La ubicación de una cita en una página puede estar definida en la guía de estilo de una publicación o sitio web. Este recurso tipográfico puede alinearse o no con una columna de la página. Algunos diseñadores, por ejemplo, optan por no alinear la cita. En ese caso, la cita se divide en dos o más columnas. Dado que la cita invita al lector a leer sobre el material resaltado, debe aparecer antes del texto que cita y, por lo general, bastante cerca de él. 
Las citas extraídas no tienen por qué ser una copia literal del texto que se cita; dependiendo del estilo de la publicación, las citas extraídas pueden abreviarse por motivos de espacio o parafrasearse para mayor claridad, con o sin indicación. 
Una desventaja de las citas extraídas como elemento de diseño es que pueden interrumpir el proceso de lectura de los lectores interesados en leer el texto secuencialmente, al llamar la atención sobre fragmentos fantasma fuera de contexto. En el otro extremo, cuando se utilizan citas para romper lo que de otro modo sería un bloque extenso y continuo de texto, pueden servir como puntos de referencia visuales para ayudar al lector a mantener una secuencia clara y sensación de ubicación.